# ایسکمی مغزی
ایسکمی مغزی (به انگلیسی: Brain ischemia) عارضه ناشی از نرسیدن اکسیژن به مغز می‌باشد. این عارضه می‌تواند گذرا باشد مثلاً ایسکمی گذرای مغزی ناشی از انقباض عروق مغزی، یا دائمی باشد مانند آنفارکتوس یا سکته مغزی ناشی از لخته شدن یا آمبولی در یکی از شریانهای اصلی مغز.
علائم ایسکمی بستگی به نواحی درگیر دارد. ایسکمی طولانی مدت موجب مرگ سلولهای مغزی می‌شود.

## درمان ایسکمی مغزی[۱]
در اولین قدم باید تنفس و ضربان قلب و فشار خون به حالت طبیعی بازگردند؛ که با مصرف دارو می‌توان فشار خون را به سرعت کاهش داد.
باید لخته خون ایجاد شده را هرچه سریع‌تر برطرف کرد. گاهی تزریق دارو به رفع لخته خون کمک می‌کند. در غیر این صورت باید هرچه سریع‌تر برای رفع لخته خون به روش جراحی اقدام نمود.
بهتر است درمان ایسکمی مغزی در کمتر از سه ساعت انجام شود. اگر درمان بیمار بیش از پنج ساعت به طول انجامد ممکن است عوامل زیر رخ دهد.
- سکته هموراژیک
- خونریزی مغزی
- مجبور به عمل جراحی در سطح وسیع‌تر با آسیب‌های بیشتر شود.
- معلولیت در افراد شدیدتر خواهد بود.
- ممکن است منجر به مرگ شود.

### درمان بلند مدت
- در درمان بلند مدت ایسکمی مغزی، بیمار باید مدت زمان طولانی از داروهای ضد انعقاد خون مانند آسپرین مصرف کند. همچنین برای کنترل فشار خون و پایین نگهداشتن آن نیز باید دارو مصرف شود.
- علاوه بر مصرف دارو برای جلوگیری از انعقاد خون و بالا رفتن فشار خون، بیمار باید با تمرین‌های ورزشی و فیزیوتراپی عضلات ضعیف یا فلج شده‌ای بدن را دوباره بازسازی کند.
- معمولاً انجام فیزیوتراپی برای مدت طولانی و فعالیت‌های ورزشی باعث برگشت بخشی از توانایی عضلات ضعیف می‌شود. البته گاهی اوقات ممکن است این ضعف هرگز درمان نشود.